# گرادو، آستوریاس
گرادو دهستانی در استان آستوریاس اسپانیا است.
در این دهستان ۱۱٬۵۱۸ نفر زندگی می‌کنند. مساحت این دهستان ۲۲۱٫۶۳ کیلومتر مربع است.